# 상하이어
상하이어(중국어 간체자: 上海话, 정체자: 上海話, IPA(우어): [z̻ɑ̃˨˨ he̞˥˥ ɦo˨˩], 병음: Shànghǎihuà, 상해어)는 상하이시와 주변 지역에서 주로 사용되는 오어(吳語)의 한 갈래이다. 중국에서는 상하이 셴화(중국어 간체자: 上海闲话, 정체자: 上海閒話, IPA(우어): [z̻ɑ̃˨˨ he̞˥˥ ɦe̞˨˨ ɦo˦˦], 병음: Shànghǎi xiánhuà) 또는 후어(중국어 간체자: 沪语, 정체자: 滬語, IPA(우어): [ɦv̩ʷ˨˨ n̠ʲy˦˦], 병음: hùyǔ)라고도 한다. 흔히 중국어의 방언의 일종으로 여겨지나 관화 등 다른 주요 방언들과는 거의 의사소통이 불가능하다. 모음이 많으며, 전통적 구분에 따르면 5가지의 성조가 있으나 고저 악센트와 유사하여 중국 남부에서는 비교적 단순한 체계이다.
상하이어는 1,400만명의 사용자가 사용하는 언어로 오어(吳語) 가운데 가장 많이 사용되는 방언이다. 그러나 현대에 와서 표준 중국어의 보급으로 상하이에서도 그 지위가 크게 약해졌다. 최근에는 텔레비전의 오락 프로그램에서 상하이어를 사용하는 등 언어의 활발한 사용을 되살리고자 하는 움직임이 있다.

## 성모
|        |            | 순음 | 치음/ 치경음 | 경구개음 | 연구개음 | 성문음 |
| ------ | ---------- | ---- | ------------ | -------- | -------- | ------ |
| 비음   | 비음       | m    | n            | ȵ        | ŋ        |        |
| 파열음 | 안울림소리 | p    | t̪            |          | k        | ʔ      |
| 파열음 | 거센소리   | pʰ   | t̪ʰ           |          | kʰ       |        |
| 파열음 | 울림소리   | b    | d̪            |          | ɡ        |        |
| 파찰음 | 안울림소리 |      |              | tɕ       |          |        |
| 파찰음 | 거센소리   |      |              | tɕʰ      |          |        |
| 파찰음 | 울림소리   |      |              | dʑ       |          |        |
| 마찰음 | 안울림소리 | f    | s            | ɕ        |          | h      |
| 마찰음 | 울림소리   | v    | z            | ʑ        |          | ɦ      |
| 설측음 | 설측음     |      | l            |          |          |        |

## 같이 보기
- 우어